# Maba (miasto)
Maba – miasto w Indonezji na wyspie Halmahera w prowincji Moluki Północne. Według danych z 2016 liczy 13 tys. mieszkańców. Jest ośrodkiem administracyjnym kabupatenu Halmahera Timur.